# Zbýšovský rybník
Zbýšovský rybník se nachází v obci Zbýšov v okrese Kutná Hora ve Středočeském kraji. Rybník napájí říčka Klejnárka v tomto úseku nazývaná Opatovický potok  podle vsi Opatovice, kterou protéká níže po proudu.

## Historie a základní údaje
Rybník byl založen ve druhé polovině 16. století. Původní katastrální rozloha rybníka činila 15,4 ha. Ta byla během jeho existence dvakrát zmenšena (vysušení a zavezení jižní a severní části) na současných 10,8 ha. Zatopená plocha činí 9,5 ha. Maximální hloubka dosahuje 5 m.

## Využití
Rybník je využíván hlavně ke koupání a rybaření. Významný je též i jeho retenční účinek (77 tis. m³). Až do začátku 20. století se u výpustě rybníka nacházel mlýn.

## Fotogalerie

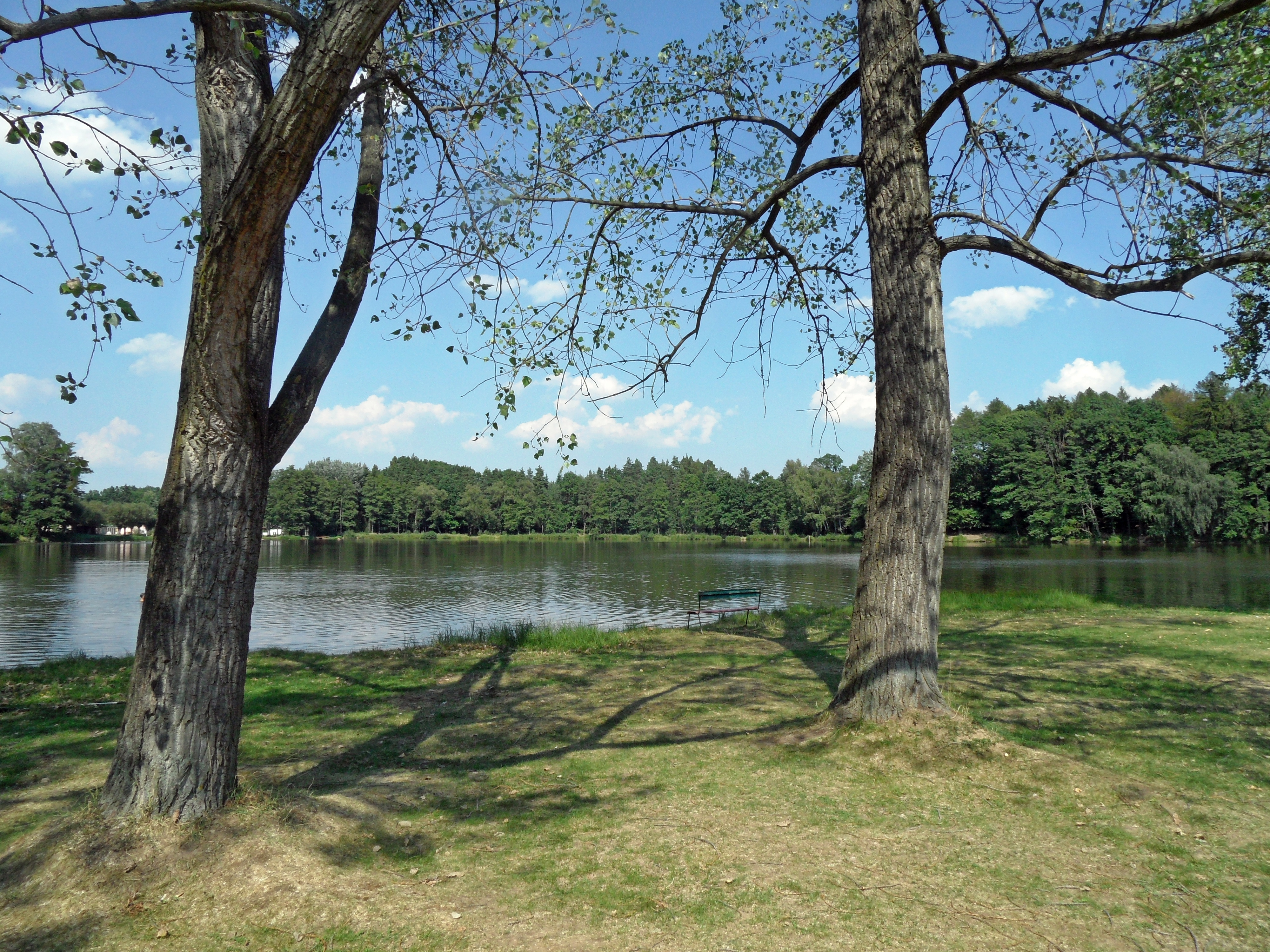
Pláž se stromy
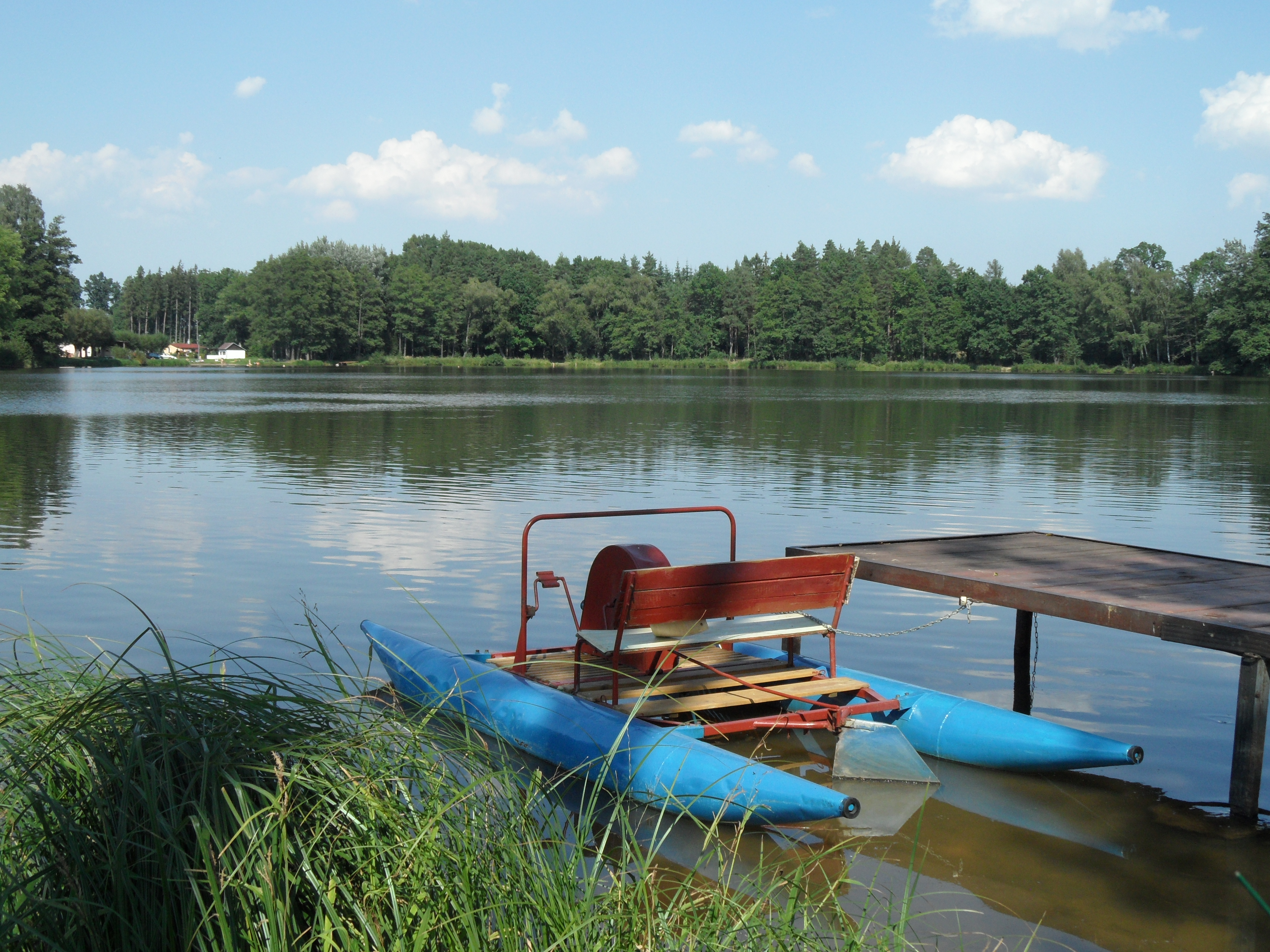
Šlapadlo u pláže
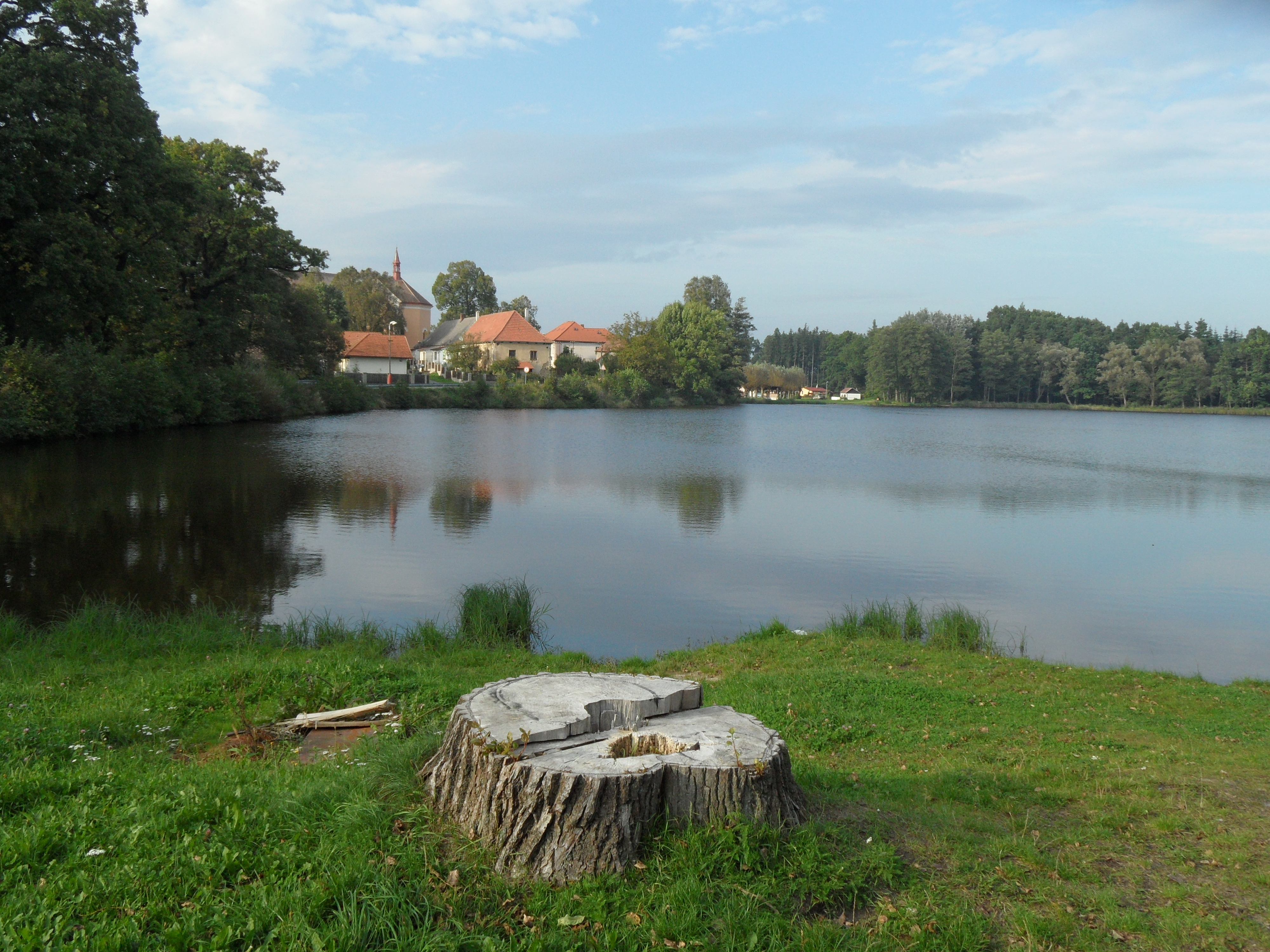
Pohled ke hrázi a kostelu